# Shopping 1
 (janvier 2022).
Si vous disposez d'ouvrages ou d'articles de référence ou si vous connaissez des sites web de qualité traitant du thème abordé ici, merci de compléter l'article en donnant les références utiles à sa vérifiabilité et en les liant à la section « Notes et références ».
Shopping 1 est un centre commercial situé dans la ville belge de Genk inauguré le 28 août 1968. Il s'agit du plus vieux centre commercial de Belgique et le plus grand centre commercial urbain du Limbourg.

## Commerces
Le centre commercial Shopping 1 compte 55 enseignes dont :
- Avance
- Bart Smit
- Bonita
- Brasserie Wheel's
- Brax
- Carrefour hypermarché
- Cassis Paprika
- Coiffure Riggio
- DS Fashion
- Desigual
- ÉRAM
- Fleur en Sfeer
- Gate 25
- Gerry Weber
- Go Go Club
- Hair & Body
- Hearts and Flowers
- Hunkemöller
- Intermezzo
- IU
- Juicebox
- Juweliers Van Sloun
- Ken Shoe Fashion
- L.G. Bags
- Lavazza Corner
- Lingerie Marim
- Lunch Garden
- Mayerline
- Melluso
- Mister Mint
- Mobistar Center
- MS Mode
- O. Fashion
- Oil & Vinegar
- Paparazzi
- Papier- en Lederwaren Gijsemberg
- Paradisier
- Pearle
- Planet Parfum
- Press Shop
- Quick
- Rituals
- Roterman
- Score
- Shop à GoGo
- Switch
- Telenet Store
- The Phone House
- Twice as Nice
- V di Ventura
- Venezia
- WE
- Yves Rocher
- Z&CO
- Zabaione